# Bertolt-Brecht-Oberschule
Die Bertolt-Brecht-Oberschule (kurz: BBO) ist eine städtische Schule im Berliner Bezirk Spandau. Sie wurde nach dem deutschen Dramatiker und Lyriker Bertolt Brecht benannt.

## Geschichte
Die Bertolt-Brecht-Oberschule ist eine Ganztagsschule. Es besteht eine Partnerschaft mit dem Bauhaus-Archiv, Museum für Gestaltung, Berlin. Die Schule ist eine von acht Partnerschulen in Berlin, die anlässlich des 100. Jubiläums zur Gründung dieser bedeutenden Schule für Kunst, Design und Architektur 2019 neue Vermittlungsformate für Ausstellungsbesuche von Schülerinnen und Schülern in diesem Museum entwickeln und ausprobieren.

## Bekannte Schüler
- Daniel Buchholz (* 1968), Politiker (Abitur)
- Sven Ottke (* 1967), Profiboxer und Weltmeister
- Benjamin Jaworskyj (* 1986), Fotograf, Videoproduzent und Moderator (Abitur 2007)

## Wahrnehmung in der Öffentlichkeit
- Bertolt-Brecht-Oberschule in der Berliner Woche
- Bertolt-Brecht-Oberschule in der Berliner Morgenpost
- Bertolt-Brecht-Oberschule im Tagesspiegel